# HNK Rijeka w europejskich pucharach
Występy w europejskich pucharach chorwackiego klubu piłkarskiego HNK Rijeka.
Legenda do wszystkich tabel:
- Q – runda eliminacyjna, 1/16, 1/8, 1/4, 1/2 – odpowiednia faza rozgrywek, Grupa – runda grupowa, 1r gr – pierwsza runda grupowa, 2r gr – druga runda grupowa, F – finał, R – runda, PO – play-off
- k. – rzuty karne, los. – losowanie, Dogr. – dogrywka, w. – zasada bramek strzelonych na wyjeździe

## Wykaz spotkań pucharowych

### 1978–2000
| Sezon     | Rozgrywki                 | Runda | Klub               | Dom | Wyjazd | Ogólnie |
| --------- | ------------------------- | ----- | ------------------ | --- | ------ | ------- |
| 1978/79   | Puchar Zdobywców Pucharów | 1R    | Wrexham            | 3–0 | 0–2    | 3–2     |
| 1978/79   | Puchar Zdobywców Pucharów | 2R    | Beveren            | 0–0 | 0–2    | 0–2     |
| 1979/80   | Puchar Zdobywców Pucharów | 1R    | Beerschot AC       | 2–1 | 0–0    | 2–1     |
| 1979/80   | Puchar Zdobywców Pucharów | 2R    | Lokomotíva Koszyce | 3–0 | 0–2    | 3–2     |
| 1979/80   | Puchar Zdobywców Pucharów | 1/4   | Juventus F.C.      | 0–0 | 0–2    | 0–2     |
| 1984/85   | Puchar UEFA               | 1R    | Real Valladolid    | 4–1 | 0–1    | 4–2     |
| 1984/85   | Puchar UEFA               | 2R    | Real Madryt        | 3–1 | 0–3    | 3–4     |
| 1986/87   | Puchar UEFA               | 1R    | Standard Liège     | 0–1 | 1–1    | 1–2     |
| 1999/2000 | Liga Mistrzów             | 2Q    | Partizan           | 0–3 | 1–3    | 1–6     |

### 2001–2020
| Sezon   | Rozgrywki        | Runda   | Klub                   | Dom | Wyjazd | Ogólnie    |
| ------- | ---------------- | ------- | ---------------------- | --- | ------ | ---------- |
| 2000/01 | Puchar UEFA      | Q       | Valletta               | 3–2 | 5–4    | 8–6, Dogr. |
| 2000/01 | Puchar UEFA      | 1R      | Celta Vigo             | 0–1 | 0–0    | 0–1, Dogr. |
| 2002    | Puchar Intertoto | 1R      | St. Patrick’s Athletic | 3–2 | 0–1    | 3–3, w.    |
| 2004/05 | Puchar UEFA      | 2Q      | Gençlerbirliği         | 2–1 | 0–1    | 2–2, w.    |
| 2005/06 | Puchar UEFA      | 2Q      | Liteks Łowecz          | 2–1 | 0–1    | 2–2, w.    |
| 2006/07 | Puchar UEFA      | 1Q      | Omonia Nikozja         | 2–2 | 1–2    | 3–4        |
| 2008    | Puchar Intertoto | 1R      | FK Renowa              | 0–0 | 0–2    | 0–2        |
| 2009/10 | Liga Europy      | 2Q      | Differdange            | 3–0 | 0–1    | 3–1        |
| 2009/10 | Liga Europy      | 3Q      | Metalist Charków       | 1–2 | 0–2    | 1–4        |
| 2013/14 | Liga Europy      | 2Q      | Prestatyn Town         | 5–0 | 3–0    | 8–0        |
| 2013/14 | Liga Europy      | 3Q      | Žilina                 | 2–1 | 1–1    | 3–2        |
| 2013/14 | Liga Europy      | PO      | VfB Stuttgart          | 2–1 | 2–2    | 4–3        |
| 2013/14 | Liga Europy      | Grupa I | Vitória SC             | 0–0 | 0–4    | 4. miejsce |
| 2013/14 | Liga Europy      | Grupa I | Real Betis             | 1–1 | 0–0    | 4. miejsce |
| 2013/14 | Liga Europy      | Grupa I | Olympique Lyon         | 1–1 | 0–1    | 4. miejsce |
| 2014/15 | Liga Europy      | 2Q      | Ferencváros            | 1–0 | 2–1    | 3–1        |
| 2014/15 | Liga Europy      | 3Q      | Víkingur               | 4–0 | 5–1    | 9–1        |
| 2014/15 | Liga Europy      | PO      | Sheriff Tyraspol       | 1–0 | 3–0    | 4–0        |
| 2014/15 | Liga Europy      | Grupa G | Standard Liège         | 2–0 | 0–2    | 3. miejsce |
| 2014/15 | Liga Europy      | Grupa G | Sevilla FC             | 2–2 | 0–1    | 3. miejsce |
| 2014/15 | Liga Europy      | Grupa G | Feyenoord              | 3–1 | 0–2    | 3. miejsce |
| 2015/16 | Liga Europy      | 2Q      | Aberdeen               | 0–3 | 2–2    | 2–5        |
| 2016/17 | Liga Europy      | 3Q      | İstanbul Başakşehir    | 2–2 | 0–0    | 2–2, w.    |
| 2017/18 | Liga Mistrzów    | 2Q      | The New Saints         | 2–0 | 5–1    | 7–1        |
| 2017/18 | Liga Mistrzów    | 3Q      | Red Bull Salzburg      | 0–0 | 1–1    | 1–1, w.    |
| 2017/18 | Liga Mistrzów    | PO      | Olympiakos SFP         | 0–1 | 1–2    | 1–3        |
| 2017/18 | Liga Europy      | Grupa D | AEK Ateny              | 1–2 | 2–2    | 3. miejsce |
| 2017/18 | Liga Europy      | Grupa D | A.C. Milan             | 2–0 | 2–3    | 3. miejsce |
| 2017/18 | Liga Europy      | Grupa D | Austria Wiedeń         | 1–4 | 3–1    | 3. miejsce |
| 2018/19 | Liga Europy      | 3Q      | Sarpsborg 08           | 0–1 | 1–1    | 1–2        |
| 2019/20 | Liga Europy      | 3Q      | Aberdeen               | 2–0 | 2–0    | 4–0        |
| 2019/20 | Liga Europy      | PO      | Gent                   | 1–1 | 1–2    | 2–3        |

### 2021–
| Sezon   | Rozgrywki               | Runda   | Klub               | Dom            | Wyjazd         | Ogólnie        |
| ------- | ----------------------- | ------- | ------------------ | -------------- | -------------- | -------------- |
| 2020/21 | Liga Europy             | 3Q      | Kołos Kowaliwka    | 2–0 (D), Dogr. | 2–0 (D), Dogr. | 2–0 (D), Dogr. |
| 2020/21 | Liga Europy             | PO      | FC København       | 1–0 (W)        | 1–0 (W)        | 1–0 (W)        |
| 2020/21 | Liga Europy             | Grupa F | SSC Napoli         | 1–2            | 0–2            | 4. miejsce     |
| 2020/21 | Liga Europy             | Grupa F | Real Sociedad      | 0–1            | 2–2            | 4. miejsce     |
| 2020/21 | Liga Europy             | Grupa F | AZ Alkmaar         | 2–1            | 1–4            | 4. miejsce     |
| 2021/22 | Liga Konferencji Europy | 2Q      | Gżira United       | 1–0            | 2–0            | 3–0            |
| 2021/22 | Liga Konferencji Europy | 3Q      | Hibernian          | 4–1            | 1–1            | 5–2            |
| 2021/22 | Liga Konferencji Europy | PO      | PAOK               | 0–2            | 1–1            | 1–3            |
| 2022/23 | Liga Konferencji Europy | 2Q      | Djurgårdens        | 1–2            | 0–2            | 1–4            |
| 2023/24 | Liga Konferencji Europy | 2Q      | Dukagjini          | 6–1            | 1–0            | 7–1            |
| 2023/24 | Liga Konferencji Europy | 3Q      | B36 Tórshavn       | 2–0            | 3–1            | 5–1            |
| 2023/24 | Liga Konferencji Europy | PO      | Lille              | 1–1            | 1–2            | 2–3, Dogr.     |
| 2024/25 | Liga Europy             | 2Q      | Corvinul Hunedoara | 1–0            | 0–0            | 1–0            |
| 2024/25 | Liga Europy             | 3Q      | IF Elfsborg        | 1–1            | 0–2            | 1–3            |
| 2024/25 | Liga Konferencji        | PO      | Olimpija Lublana   | 1–1            | 0–5            | 1–6            |
| 2025/26 | Liga Mistrzów           | 2Q      | Łudogorec Razgrad  | 0–0            | 1–3            | 1–3, Dogr.     |
| 2025/26 | Liga Europy             | 3Q      | Shelbourne         | 1–2            | 3–1            | 4–3            |
| 2025/26 | Liga Europy             | PO      | PAOK               | –              | –              | –              |

## Statystyki
Aktualizacja 20 listopada 2022
| Rozgrywki                 | M  | Z  | R  | P  | G+  | G-  |
| ------------------------- | -- | -- | -- | -- | --- | --- |
| Liga Mistrzów             | 8  | 2  | 2  | 4  | 10  | 11  |
| Puchar UEFA / Liga Europy | 68 | 26 | 17 | 25 | 98  | 86  |
| Liga Konferencji Europy   | 8  | 3  | 2  | 3  | 10  | 9   |
| Puchar Zdobywców Pucharów | 10 | 3  | 3  | 4  | 8   | 9   |
| Puchar Intertoto          | 4  | 1  | 1  | 2  | 3   | 5   |
| Ogólnie                   | 98 | 35 | 25 | 38 | 129 | 120 |